# Elhanan
Elhanan este un personaj din Biblie. Conform cu Samuel 17:45-50 David l-ar fi ucis pe Goliat cu praștia, însă conform cu Samuel 21:19 pe ucigașul lui Goliat nu îl chema David ci Elhanan, fiul lui Iaare-Oreghim (sau Iaareor-Eghim), din Betleem.
În Biblie mai există un Elhanan, fiul lui Dodo, care era membru al trupei de luptători de elită a lui David, supranumită Cei Treizeci. Unii au speculat că numele David și Dodo pot desemna aceeași persoană, datorită unei erori de copiere (ele se scriu respectiv „DVD” și „DDV”). Alții cred că cei doi Elhanan erau de fapt aceeași persoană.